# Бадіс ібн аль-Мансур (Хаммадид)
Бадіс ібн аль-Мансур (араб. باديس بن منصور; д/н — 1104/1105) — 7-й султан держави Хаммадідів у 1104—1105 роках. Відомий також як «Магрибський Калігула».

## Життєпис
Син султана Аль-Мансура. Після смерті батька 1104 року посів трон. З самого початку виявив надмірну жорстокість, наказавши стратити низку вищих сановників, зокрема батьківського візира. Також позбавив брата Абд аль-Азіза посади намісника Алжиру. Виявляв підозрілість до родичів. 
Втім через декілька місяців Бадіс раптово помер наприкінці 1104 або на початку 1105 року, можливо, від отруєння. Трон успадкував брат Абд аль-Азіз.